# Taça dos Vencedores de Taças de Hóquei em Patins de 1986-87
A Taça dos Vencedores de Taças de Hóquei em Patins de 1986-87 foi a 11.ª edição da Taça das Taças.
O FC Barcelona venceu a competição pela 1.ª vez, derrotando os italianos do Hockey Novara na final.

## Equipas participantes
| País               | Clube          | Classificação                                     |
| ------------------ | -------------- | ------------------------------------------------- |
| Alemanha Ocidental | RSC Darmstadt  | Vencedor da Taça da Alemanha Ocidental de 1985/86 |
| Espanha            | FC Barcelona   | Vencedor da Taça do Rei de 1985/86                |
| França             | La Vendéenne   | 2.º lugar da Liga Francesa de 1985/86             |
| Itália             | Hockey Novara  | Vencedor da Taça de Itália de 1985/86             |
| Países Baixos      | RC Lichtstad   | 2.º lugar da Liga Neerlandesa de 1985/86          |
| Portugal           | AD Sanjoanense | Vencedor da Taça das Taças de 1985/86             |
| Portugal           | OC Barcelos    | Semi-finalista da Taça de Portugal de 1985/86     |
| Suíça              | SC Thunerstern | Vencedor da Taça da Suíça de 1985/86              |

## Jogos

### Fase final
|  | Quartos-de-final | Quartos-de-final | Quartos-de-final | Quartos-de-final |              |               | Meias-finais | Meias-finais | Meias-finais |  |               | Final | Final | Final |
|  |                  |                  |                  |                  |              |               |              |              |              |  |               |       |       |       |
|  | 1                | La Vendèenne     | 3                | 3                |              |               |              |              |              |  |               |       |       |       |
|  | 8                | Hockey Novara    | 9                | 30               |              |               |              |              |              |  |               |       |       |       |
|  | 8                | Hockey Novara    | 9                | 30               |              | Hockey Novara | 15           | 13           |              |  |               |       |       |       |
|  |                  |                  |                  |                  |              | Hockey Novara | 15           | 13           |              |  |               |       |       |       |
|  |                  | RSC Darmstadt    | 5                | 6                |              |               |              |              |              |  |               |       |       |       |
|  | 4                | RSC Darmstadt    | 5                | 6                | RSC Darmstad | 9             | 4            |              |              |  |               |       |       |       |
|  | 4                |                  |                  |                  | RSC Darmstad | 9             | 4            |              |              |  |               |       |       |       |
|  | 5                | SC Thunerstern   | 2                | 4                |              |               |              |              |              |  |               |       |       |       |
|  | 5                | SC Thunerstern   | 2                | 4                |              |               |              |              |              |  | Hockey Novara | 4     | 3     |       |
|  |                  |                  |                  |                  |              |               |              |              |              |  | Hockey Novara | 4     | 3     |       |
|  |                  | FC Barcelona     | 3                | 5                |              |               |              |              |              |  |               |       |       |       |
|  | 3                | FC Barcelona     | 3                | 5                | FC Barcelona | 11            | 10           |              |              |  |               |       |       |       |
|  | 3                |                  |                  |                  | FC Barcelona | 11            | 10           |              |              |  |               |       |       |       |
|  | 6                | RC Lichtstad     | 3                | 5                |              |               |              |              |              |  |               |       |       |       |
|  | 6                | RC Lichtstad     | 3                | 5                |              | FC Barcelona  | 7            | 6            |              |  |               |       |       |       |
|  |                  |                  |                  |                  |              | FC Barcelona  | 7            | 6            |              |  |               |       |       |       |
|  |                  | AD Sanjoanense   | 2                | 6                |              |               |              |              |              |  |               |       |       |       |
|  | 2                | AD Sanjoanense   | 2                | 6                | OC Barcelos  | 3             | 5            |              |              |  |               |       |       |       |
|  | 2                |                  |                  |                  | OC Barcelos  | 3             | 5            |              |              |  |               |       |       |       |
|  | 7                | AD Sanjoanense   | 3                | 11               |              |               |              |              |              |  |               |       |       |       |
|  | 7                | AD Sanjoanense   | 3                | 11               |              |               |              |              |              |  |               |       |       |       |

#### Quartos-de-final
| Equipa 1      | Total | Equipa 2       | 1.ª Mão | 2.ª Mão |
| ------------- | ----- | -------------- | ------- | ------- |
| La Vendèenne  | 6-39  | Hockey Novara  | 3-9     | 3-30    |
| RSC Darmstadt | 13-6  | SC Thunerstern | 9-2     | 4-4     |
| FC Barcelona  | 21-8  | RC Lichstad    | 11-3    | 10-5    |
| OC Barcelos   | 8-14  | AD Sanjoanense | 3-3     | 5-11    |

#### Meias-finais
| Equipa 1      | Total | Equipa 2       | 1.ª Mão | 2.ª Mão |
| ------------- | ----- | -------------- | ------- | ------- |
| Hockey Novara | 28-11 | RSC Darmstadt  | 15-5    | 13-6    |
| FC Barcelona  | 13-8  | AD Sanjoanense | 7-2     | 6-6     |

#### Final
| Equipa 1      | Total | Equipa 2     | 1.ª Mão | 2.ª Mão |
| ------------- | ----- | ------------ | ------- | ------- |
| Hockey Novara | 7-8   | FC Barcelona | 4-3     | 3-5     |

| Vencedor da Taça das Taças 1986/87 |
| ---------------------------------- |
|                                    |
| FC Barcelona (1.º título)          |